# Холоденко Вадим Тимурович
Вадим Тимурович Холоденко (нар. 4 вересня 1986, Київ) — піаніст родом із Києва. Переможець Конкурсу піаністів імені Вана Клиберна (I премія і золота медаль).

## Біографія
Закінчив Київську спеціальну музичну школу ім. Лисенка (клас Н. В. Гриднєвої), продовжив навчання в Національній музичній академії України ім. П. І. Чайковського (клас Бориса. Федорова). 
З 2005 року по 2010 — студент, з 2010 по 2013 рік— аспірант Московської державної консерваторії ім П. І. Чайковського в класі професорки Ст. В. В. Горностаєвої, у якої працював асистентом.
Стипендіат фондів В. Співакова, М. Ростроповича, Ю. Башмета, «Російське виконавське мистецтво», лауреат Молодіжної премії «Тріумф» (2004).

## Премії на міжнародних конкурсах
1998 — Міжнародний конкурс юних піаністів Володимира Крайнєва (III премія);
1999 — Міжнародний конкурс молодих піаністів пам'яті Володимира Горовиця (II премія)
2000 — Міжнародний юнацький конкурс піаністів ім. Прокоф'єва в Санкт-Петербурзі (ІІІ премія);
2001 — Міжнародний конкурс піаністів ім. Ференца Ліста в Будапешті (III премія і бронзова медаль);
2004 — Міжнародний конкурс піаністів ім. Марії Каллас в Афінах (Гран-прі);
2006 — Міжнародний конкурс піаністів ім. Джини Бахауэр в Солт-Лейк-Сіті (III премія);
2008 — Міжнародний фортепіанний конкурс Республіки Сан-Марино (II премія в категорії «Кращий дует», разом з Андрієм Гугніним);
2010 — Міжнародний конкурс музикантів у Сендай (I премія);
2011 — Міжнародний конкурс ім. Ф. Шуберта в Дортмунді (I премія);
2012 — Міжнародний конкурс піаністів Марії Канальс в Барселоні (III премія);
2013 — Конкурс піаністів імені Вана Клиберна (I премія і золота медаль)

## Концертна діяльність
Вадим Холоденко багато концертує як соліст, артист ансамблю, а також — у супроводі симфонічних оркестрів. Виступав в Україні, Росії, Австрії, Угорщині, Польщі, Румунії, Німеччини, Греції, Італії, Франції, Хорватії, Чехії, Швейцарії, США, Ізраїлі, Китаї. Має записи на угорському та грецькому радіо.
Ст. Холоденко брав участь у фестивалях «Музичний Олімп» (2005), «Балтійські сезони» (2007), у проекті «Steinway-парад» в Московському міжнародному Будинку музики (2009, у дуеті з А. Гугніним).
Записав ряд дисків, що включають твори Шуберта, Шопена, Рахманінова і Метнера. У 2007 р. Вадим Холоденко і Андрій Гугнін створили фортепіанний дует під назвою «iDuo». У 2008 р. вони стали володарями 2 премії на конкурсі в Сан-Марино, одному з найбільш престижних конкурсів для фортепіанних ансамблів. У 2010 р. дуетом був записаний диск (лейбл «Delos»)
З 2004 р. Холоденко постійно співпрацює з оркестром «Нова Росія» (художній керівник — Юрій Башмет, диригенти Е. Бушков, К. Ванделлі). Виступав також з ГАСО під керівництвом М. Горенштейна, Симфонічним оркестром Державної Капели Санкт-Петербурга на чолі з В. Чернушенко, Симфонічним оркестром Національної Філармонії України (диригенти Н. Дядюра, Т. Комацу), Державним симфонічним оркестром України (диригент В. Сіренко), Молодіжним симфонічним оркестром Danubia (диригент Дж. Бізанті), Симфонічним оркестром Угорського радіо (диригенти Т. Вашари, А. Лігеті), Сегедським симфонічним оркестром (диригент Ф. фон Сіта-Фрічаї), симфонічним оркестром міста Ясси (Румунія, диригент Р. Костін) і багатьма іншими.

## Творча характеристика
Репертуар В. Холоденко широкий: від музики бароко до творів сучасних авторів. Помітне місце в репертуарі займають твори С. В. Рахманінова.
В. Холоденко — автор фортепіанних обробок романсів Рахманінова «Мелодія», «Щуролов» та хору «Белилицы, румяницы» з циклу Три російські пісні для хору і оркестру.
Захоплюється джазовою імпровізацією, автор транскрипції на теми британської рок-групи «Radiohead» під назвою «I will never hear Radiohead in Moscow».

## Особисте життя
У листопаді 2015 року подав на розлучення. 17 березня 2016 року в своєму будинку в місті Бенбрук (штат Техас) Холоденко виявив вбитими двох дочок — Ніку Холоденко 5 років і Мікаелу Холоденко 1 року. Їх 31-річна мати Софія Циганкова, що має російське громадянство, звинувачується у вбивстві.
Нині одружений із російською скрипалькою Альоною Баєвою. Пара виховує доньку.